# 缙云紫珠
缙云紫珠（学名：Callicarpa chinyunensis）是马鞭草科紫珠属的植物，是中国的特有植物。分布在中国大陆的四川等地，多生长于荒地及山坡林中，目前尚未由人工引种栽培。